# Carnaby Street

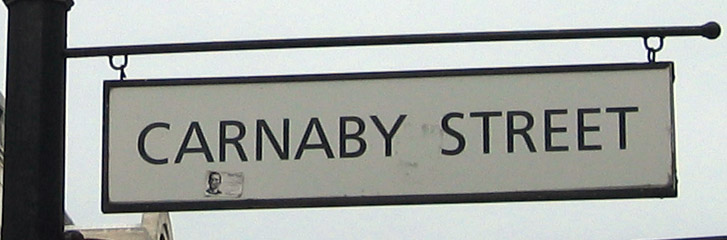
Carnaby Street

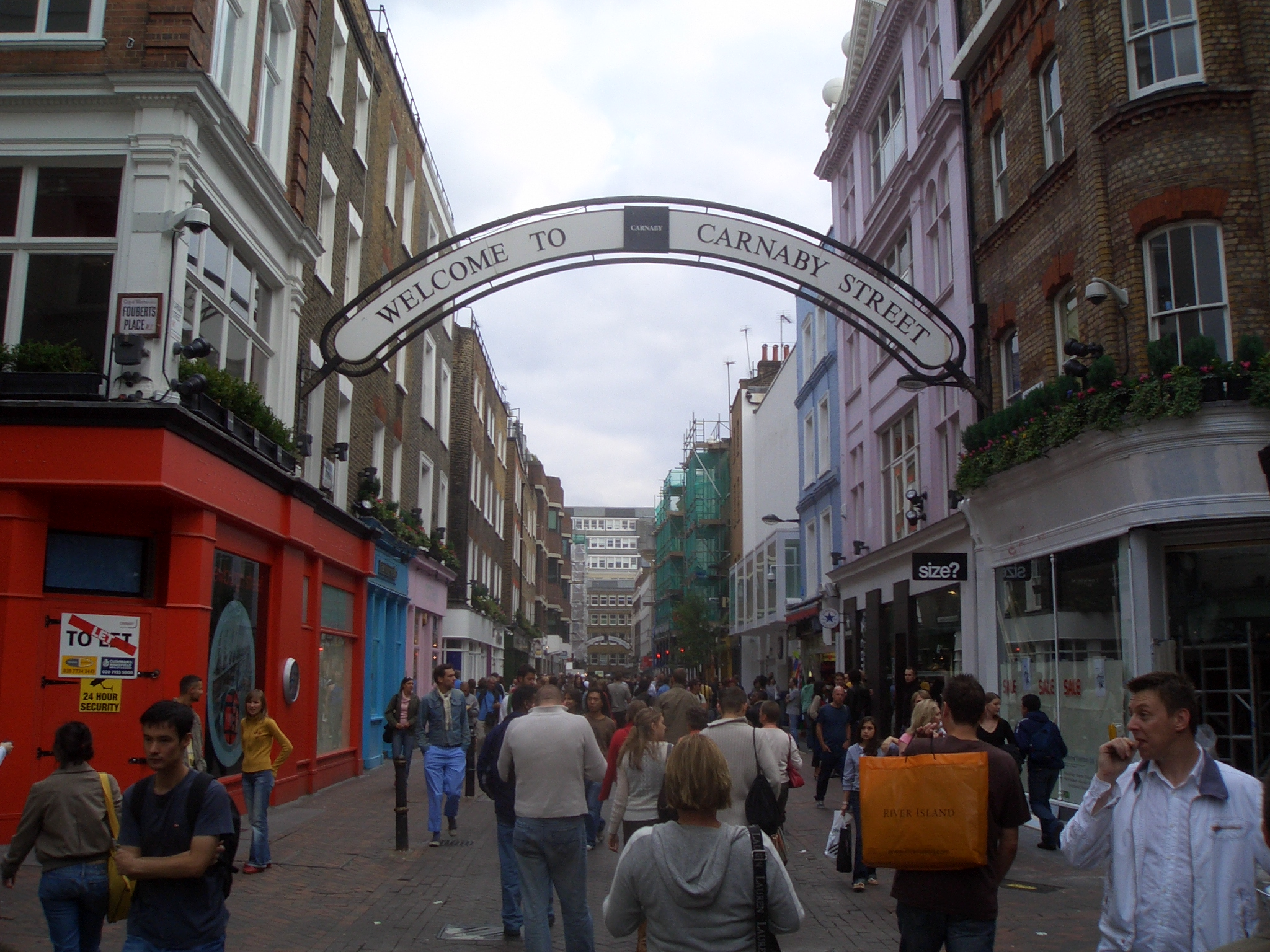
Straßenanfang

Die Carnaby Street befindet sich in London (England) im Norden des Stadtteils Soho. Sie gehört zu den bekanntesten Einkaufsstraßen der Stadt und ist eine Fußgängerzone. Die Carnaby Street leitet ihren Namen vom Karnaby House ab, das im Jahr 1683 erbaut wurde.
Ihre Bekanntheit verdankt die Straße vor allem Modedesignern wie Mary Quant und John Stephen, die dort ihre Kreationen in den als Swinging Sixties bekannten 1960er-Jahren angeboten haben. 1969 wurde die Straße von Peggy March mit dem Titel In der Carnaby Street besungen. Auch im modekritischen Kinks-Song Dedicated Follower of Fashion von 1966 wird die Straße genannt.  The Jam widmeten der Straße den kritischen Song Carnaby Street. In den letzten Jahren hat die Carnaby Street viel von ihrem einstigen Flair der 1960er-Jahre verloren.
An der Westseite der Carnaby Street befindet sich der bekannte, im Jahre 1735 gegründete Pub Shakespeares Head. Im Norden reicht die Straße bis zum Kaufhaus Liberty’s.
In der Nähe der Straße befinden sich die U-Bahn-Stationen Oxford Circus und Piccadilly Circus.